# Роджер Дікінс
Сер Роджер Александер Дікінс CBE (англ. Roger Alexander Deakins; нар. 24 травня 1949, Торкі) — англійський кінооператор. За визначенням критика провідного часопису Sight & Sound Джошуа Роткопфа — «один із найвеличніших художників світла та тіні в історії кіно»[⇨]. Двічі лауреат премії «Оскар», п'ятиразовий лауреат премії БАФТА.
У кіноіндустрії з 1975 року. Працював як оператор-документаліст у «гарячих точках» Африки, знімав концерти, відеокліпи та документальні фільми для головних музикантів XX століття. Із середини 1980-х років працює виключно у сфері ігрового кіно. Постійний сподвижник кінорежисерів Майкла Редфорда, братів Коенів, Сема Мендеса, Дені Вільнева. Фільмує як камерні драми, так і складні високобюджетні бойовики.
Серед операторських робіт Роджера Дікінса — мультижанрові кінофільми «1984», «Сід і Ненсі», «Бартон Фінк», «Втеча з Шоушенка», «Фарґо», «Великий Лебовські», «Ігри розуму», «Старим тут не місце», «007: Координати „Скайфолл“», «Полонянки», «Сікаріо», «Той, хто біжить по лезу 2049», «1917» тощо. Виступає візуальним консультантом мультиплікаційних фільмів — зокрема «ВОЛЛ-І», «Ранго», трилогії «Як приборкати дракона».

## Життєпис

### Юність і документальний доробок: 1949—1980
Народився 24 травня 1949 року в місті Торкі, графство Девон, Англія. Батько — власник будівельної компанії, мати — актриса та художниця.
Батько розраховував, що син перейме у спадок управління його компанією, але цього не сталось. Юного Роджера більше цікавило мистецтво живопису та фотографії, тому 1971 року він закінчив художню школу в місті Бат, де вивчав графічний дизайн та фотографію. Під час навчання запрошеним лектором у школі був фотограф Роджер Мейн, який став основним джерелом натхнення для Дікінса у цій галузі.
Документалістика дала мені дві речі: досвід у подорожах світом та шосте відчуття того, що трапиться, та що важливо у кадрі. Здається, саме це є ключовим у моїй роботі — розташування себе та камери для інтерпретації того, що перед тобою. Також це вчить працювати вкрай швидко та інстинктивно.
Кіномистецтвом захопився наприкінці 1960-х років, коли приєднався до кіноклубу у рідному Торкі. На 16-мм проєкторі демонструвалася вся теперішня кінокласика — від «Альфавілю» до «В минулому році в Марієнбаді». До того, у 6-річному віці, занурювався в анімаційний світ мультфільмів про кота Фелікса, які демонстрував батько на 9-мм проєкторі.
Після закінчення художньої школи, захоплений документальною кінематографією, подав документи до Національної школи кіно та телебачення (НШКТ) у місті Біконсфілд, але не був зарахований через «невеликий досвід у подорожах світом», що було важливо для майбутнього документаліста. Протягом року фільмував сільське життя Північного Девону, після чого з другої спроби вступив до НШКТ.
Закінчивши кіношколу, розпочав кар'єру як документаліст. 1977 року відзняв перший ігровий фільм — «Жорстока пристрасть» Кріса Богера. Тоді ж, за порадою колеги та друга Кріса Менгеса, відправився у 9-місячну навколосвітню яхтову подорож для створення документального фільму «Навколо світу з Джоном Ріджвеєм», який демонструє подорож на яхті English Rose VI під час навколосвітніх перегонів Whitbread.
У той період відзняв в Африці низку антропологічних документальних фільмів, зокрема «Еритрея — в тилу ворога», де показав війну в Еритреї за незалежність від Ефіопії. В іншому фільмі знімав громадянську війну в Родезії. Із кінця 1970-х до середини 1980-х років працював із багатьма провідними музикантами того часу, фільмуючи для них концерти, музичні ролики, документальні фільми. Серед таких — Бі Бі Кінг, Мадді Вотерс, Чак Беррі, Ван Моррісон, Марвін Гей, Гербі Генкок тощо.
Остаточно поклав край із документалістикою після знімання у психіатричній лікарні, де пацієнтка із шизофренією, яку він фільмував у той момент, пережила зрив. Оператора почало трясти, він залишив камеру та допоміг пацієнтці, але після того випадку у документальну галузь не повернувся.

### Перехід до ігрового кіно: 1981—1988
У 1981 році працював над однойменною екранізацією антиутопії Доріс Лессінг «Спогади тієї, що вижила» з Джулі Крісті в головній ролі. Тоді ж відзняв для телеканалу ITV детективний мінісеріал «Волкотт», який побачив однокурсник Дікінса, режисер Майкл Редфорд, та запросив до спільної роботи над його ігровим дебютом — драмою «В інший час, в іншому місці». Фільм демонстрували на Каннському кінофестивалі й він отримав визнання критиків.
Співробітництво з Майклом Редфордом продовжилося у роботі над антиутопією «1984». Роджер Дікінс розробляв візуальний стиль фільму майже без кольорів, у вкрай похмурому та «холодному» напрямі, користувався тоді ще маловідомим візуальним ефектом під назвою «утримання срібла» або «відбілювання плівки» (англ. bleach bypass), який позбавляє кольоровий фільм яскраво вираженої палітри. Після резонансу навколо стрічки ефект почали широко використовувати кінематографісти, зокрема Девід Фінчер («Сім») та Стівен Спілберг («Врятувати рядового Раяна»). Окрім прийомів із кольором, критики відзначали роботу Дікінса з освітленням фільму:
|  | Кожен аспект сірих пейзажів «1984» є вишуканим. ... Кадр, що справді закарбовується в пам'яті — те, як камера слідує за Вінстоном (Джон Герт) темним, вицвілим коридором, допоки не відкриваються двері, що розкривають соковито зелений рай розуму. Оригінальний текст (англ.) Every facet of Nineteen Eighty-Four’s greyscape is exquisite. ... But the really memorable shot is a track behind Winston (John Hurt) down a dark, dingy hallway, until a doorway opens before him, revealing a lush, green paradise of the mind. |

Бліде візуальне рішення іншого похмурого фільму того ж року, «Повернення до Ватерлоо», Вес Грін з журналу Slant Magazine порівняв із «1984». Відзнявши стрічку «Захист держави» (1986), Роджер Дікінс, завдяки зловісному освітленню та незвичній композиції кадра, як відзначав Марк Дугвід (кіносайт Screenonline), перейняв стиль похмурих політичних трилерів Алана Пакули — зокрема «Змова «Параллакс»» та «Вся президентська рать».
Друга робота Дікінса у тому році викликала значно більшу увагу критиків. Панк-рок драма «Сід і Ненсі» про басиста групи Sex Pistols Сіда Вішеза та його дівчину відкидала сталі кліше байопіків та робила ухил у бік сюрреалізму. У суспільній свідомості найбільше закарбувалась сцена фільму, у якій головні персонажі цілуються під дощем у провулку поміж сміттєвими баками. Режисер Алекс Кокс попросив Дікінса придумати «брудну, але поетичну сцену, із відтінками сюрреалізму», яка показала б зближення персонажів. Саме цю сцену знімали камерою з частотою 120 кадрів на секунду, яку було вкрай важко знайти у вільному доступі. Інша сцена, яку окремо відзначав оператор — «яскраве відтворення» відеокліпу каверу Вішеза на класичну пісню Френка Сінатри «My Way». «Ми зробили його більш лукаво. Ті сходи з люмінесцентними трубками — все це було дуже весело» — згадував Дікінс. Під час знімального процесу він здружився з виконавцем головної ролі Ґері Олдменом і був здивований, що той не отримав за неї великих нагород.
У відвертій комедії Террі Джонса «Інтимні послуги» (1987) Роджер Дікінс знов використав ручну камеру. Кримінальна драма Майкла Редфорда «Біле зло» не запам'яталась пресі майже нічим, окрім «рясної» роботи оператора та «вражаючих» африканських краєвидів.
У 1988 році Дікінс відзняв три фільми: кримінальну драму «Острів Паскалі», драму «Кухонний Тото» та неонуарний дебют Майка Фіггіса «Грозовий понеділок», наповнивши вугільне місто останнього фільму «насиченим синім та неоновим червоним кольорами нічних клубів», відзначав Дессон Хау з газети The Washington Post.

### Переїзд до Америки: 1990—1993
1990-ті почалися для оператора роботою над першою в кар'єрі американською стрічкою — «Місячні гори» Боба Рейфелсона. У цій епічній історичній драмі Роджер Дікінс поєднав, за словами журналу Time Out, «розпечені сонцем африканські краєвиди та темні тони Королівського географічного товариства». Дікінс згадував процес фільмування з великим теплом, оскільки не так багато до цього працював із матеріалом такого масштабу. На відміну від «Місячних гір», операторський стиль драми «Довгий шлях додому пішки» не відрізняється розкішшю, непомітно доповнюючи історію. Із небажанням Дікінс згадував знімання провального комедійного бойовика «Ейр Америка», яке показало йому, що фільми, які не мають у собі ніякої кінцевої мети, створювати він не хоче.
Під час фільмування «Бартона Фінка» ми ще постійно заглядали у видошукач, але у наступних спільних фільмах робили це все рідше, оскільки зростала спорідненість із нашим оператором. Він розумів наші наміри дедалі більше, а ми дедалі більше йому довіряли. Коли регулярно працюєш зі співавтором, встановлюється телепатична мова.
У 1991 році оператор відзняв перший із 12 спільних фільмів із братами Коенами — криптологічний мультижанровий «Бартон Фінк». У своїх перших роботах Коени працювали з оператором Баррі Зонненфельдом, але на початку 1990-х той перейшов до режисури. Брати були під враженням від роботи Дікінса над «Грозовим понеділком», тому запросили його замінити Зонненфельда. Основна частина фільму відбувається у «гнітюче потворному» готелі з приглушеним світлом, тому Дікінс вибудував освітлення так, щоб приміщення виглядало максимально відразливо, викликало відчуття дискомфорту у глядача щосекунди. Як тільки протагоніст залишає готель, навколишній світ набуває яскравих кольорів.
Найскладнішим моментом для оператора під час фільмування була сцена слідування камери від ліжка персонажа у зливний отвір ванної, що символізувало статевий акт. Після завершення роботи над фільмом, коли Коени просили Дікінса здійснити складну сцену, той просив, щоб вона пройшла без прольотів у зливні отвори. За «Бартона Фінка» оператора вперше нагородили низкою премій спілок кінокритиків різних штатів. «Гадаю, що їх підхід до створення кіно, мій досвід у роботі з ними, вплинули на мої робочі методи, на моє бачення світу» — казав Роджер Дікінс про братів Коенів.
Фільмуючи детективний нео-вестерн «Громове серце» (1992), оператор сфокусувався на бідності індіанської резервації, не забуваючи про краєвиди. Аналогічне натуралістичне фільмування природи було й у драмі того ж року «Риба пристрасті», де камера стала динамічною частиною оповіді, відобразила природний вигляд пейзажів Луїзіани та провінційних заток. Центральну сцену сну Дікінс відзняв із такою інтимністю, що критик Ендрю Сарріс назвав її «найніжнішим еротичним рухом однієї плоті до іншої серед фільмів 1992 року».
Найбільш згадуваним аспектом роботи Дікінса над дитячою фентезі-драмою «Таємний сад» (1993) є фільмування самого квітучого саду з усією його зеленню, «що викликає органічне відчуття справжнього дива. Готичні елементи історії підкреслені тьмяно-сірою та мертвенно-коричневою палітрою, якою оператор малює понуру йоркширську зиму» — так відгукнулась на прийоми Дікінса критик Фара Чедед (кіносайт Film School Rejects).

### Перша номінація на «Оскар»: 1994—1996
За один 1994-й рік Роджер Дікінс відзняв дві культові стрічки — «Втеча з Шоушенка» та «Підручний Гадсакера». Окрім оператора, обидва фільми пов'язували історичний сетинг та виконавець головних ролей Тім Роббінс. «Підручного Гадсакера» братів Коенів Дікінс знімав ширококутними об'єктивами, які покращували рух камери, робили її та відзняті кадри динамічнішими. Стрічка зробили з менш контрастною палітрою, аніж «Бартон Фінк», та більш соковито кольоровою, у заможнішому стилі. Створення фільму охоплювало велику знімальну команду, масштаб роботи був такий, що оператор остаточно переконався у прихильності до скромніших постановок. На відміну від «Втечі з Шоушенка», «Підручний Гадсакера», який не зібрав великої кількості шанувальників після прем'єри, набув свого культового статусу значно пізніше, оскільки, як писав критик Нейтан Рейбін до 30-річчя фільму, «Коени випередили свій час».

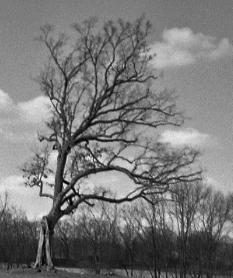
Дуб із «Втечі з Шоушенка»

Затвердження оператора на «Втечу з Шоушенка» відбулося за порадою Тіма Роббінса, який щойно завершив роботу у «Підручному Гадсакера». Творчі непорозуміння виникли у Дікінса з режисером Френком Дарабонтом, який хотів показати історію за межами основного місця дії — тюрми. Оператор був проти, оскільки вважав, що фільмування виключно в тюрмі додає клаустрофобії, а якщо піти ширше — це вже буде набагато більше висловлювання.
Найбільш відома сцена фільму, яка увійшла й до його постеру — перше відчуття свободи у головного персонажа після втечі з тюрми, його «очищення» зливою. Сам Дікінс ставився до своєї роботи над цією сценою негативно, оскільки вважав, що перебрав міру з її освітленням. Інша відзначена пресою та глядачами сцена — одна з фінальних, у якій персонаж Моргана Фрімена знаходить важливу для сюжету коробку під великим дубом. Із першого погляду сцена виглядає легкою для фільмування, але все було навпаки, враховуючи локацію, розмоклу землю та необхідність знімати при правильному світлі.
Після прем'єри фільму до Роджера Дікінса підійшов відомий оператор з похвалою його роботи, але нарікнув, що освітлення у стрічці не було ніякого. «Всі інтер'єри фільму повністю освітлені, його велика частина знімалась у декораціях. Можна сказати, що він зробив мені вкрай приємний комплімент, адже це означає, що свою роботу я виконав відмінно» — казав Дікінс. За «Втечу з Шоушенка» оператора вперше в кар'єрі номінували на премію «Оскар».
Співробітництво з Тімом Роббінсом продовжилось у його режисерському проєкті, драмі «Мрець іде» (1995). Дікінс не хотів знімати другий тюремний фільм поспіль, але погодився через зовсім інакший від «Шоушенка» сценарій та гарні стосунки з Роббінсом. Великим викликом було показати глядачеві візуальний прогрес у стосунках двох протагоністів, які відділені один від одного тюремним склом, тому у різних частинах фільму глядач бачить персонажа Шона Пенна з різних ракурсів та точок.
У 1996 році Роджер Дікінс відзняв дві стрічки: військовий детектив «Мужність під вогнем» та чорну кримінальну комедію «Фарґо» — свій перший спільний фільм із братами Коенами про сучасність. «Фарґо» фільмувався камерою Arriflex 35BL 4 з ширококутними об'єктивами завширшки 40-мм або 32-мм, хоча зазвичай використовувалися 25-мм. Рух камери відбувався рідше, аніж у попередніх фільмах Коенів, частіше застосовувалося знімання «через плече», оскільки історія частково заснована на реальних подіях і брати обрали більш спостережний підхід у фільмуванні. Операторський стиль підкреслював безподієву нудьгу провінційного Середнього Заходу, знімали спеціально в несонячні дні. Проблемою було те, що події фільму відбуваються посеред засніженої зими, але у Міннесоті на той час снігу майже не було, тому його більша частина у стрічці штучна. Через відсутність снігу наприкінці фільмування команді довелося їхати у Північну Дакоту, де «все ще більш похмуро, аніж у Міннесоті». Контрастність стрічки наближена до «Бартона Фінка», її вигляд задумувався справжнім та необробленим. У «Фарґо» більше кольорів, ніж у попередніх роботах Коенів. «Не скажу, що був більш операторськи сміливим у „Фарґо“, але грався трохи більше. Насправді він став одним із моїх улюблених проєктів, хоча й у ньому нічого не кричить: „Вау, як же це чудово знято!“» — казав Роджер Дікінс.

### «Кундун»— 1997

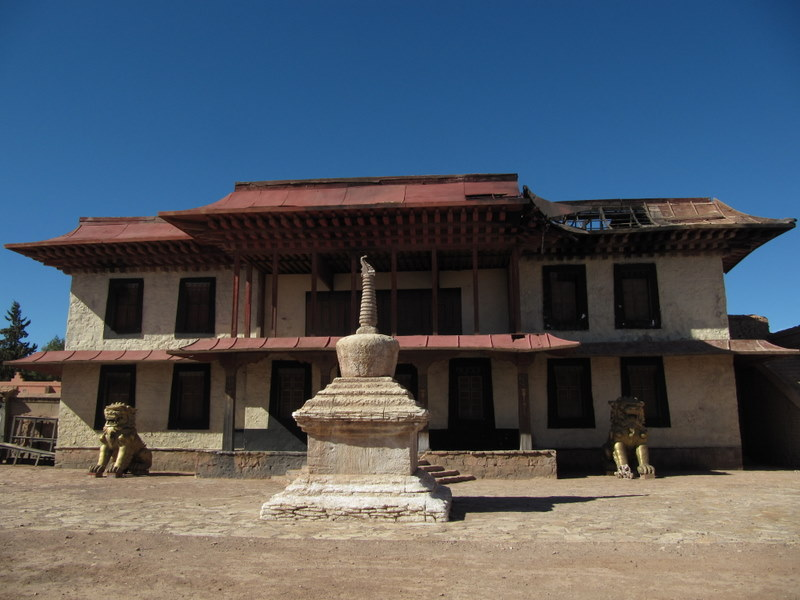
Декорації фільму «Кундун», місто Варзазат

У 1997 році відбулося єдине співробітництво оператора з Мартіном Скорсезе — на знімальному майданчику біографічної історичної драми «Кундун». Режисер обрав Дікінса, побачивши його роботи з натурою в «Острові Паскалі», «Місячних горах» та ранніх документальних фільмах, оскільки документалісти вміють працювати з непрофесійними акторами.
Фільмування проходило у Марокко, в місті Варзазат, оскільки в Індії команді знімати не дозволили. Складні кліматичні умови заважали групі — окрім пилу, накладала свій відбиток і надзвичайна спека. Працювати зі Скорсезе Дікінсу було легко, тому що режисер ретельно спланував кожний аспект знімального процесу, створив чітку концепцію реалізації сценарію Мелісси Метісон.
Для широкоекранних композицій кадру оператор використовував формат Super 35, у якого були свої плюси та мінуси у порівнянні з іншими форматами, експериментував з об'єктивами різної ширини, різними величинами апертурної діафрагми. Враховуючи натурні фільмування та історичні декорації, Steadicam використовувався частіше, ніж планувалось.
Візуальний стиль стрічки Роджер Дікінс коментував так:
|  | Фільм насправді є не епічним, а потаємним поглядом на життя видатної людини. Під час підготовчого періоду ми з Марті обговорювали «Останнього імператора», яким він був неосягненним та непереборним. Сподіваюся, що наш фільм вийшов більш натуралістичним та приземленим.Оригінальний текст (англ.) This picture really isn’t an epic; it’s more of an intimate look at the life of an extraordinary person. During the prep period, Marty and I talked about The Last Emperor a bit, and how it was so vast and overpowering. I hope that our film is somehow more naturalistic and earthy. |

У наш час «Кундун» майже забутий серед великої фільмографії Мартіна Скорсезе. Попри це, у 2023 році Дікінс зізнався, що вважає роботу в фільмі найкращою у своїй кар'єрі, а саму стрічку — найкращою серед доробку Скорсезе. «Це тональна поема, ось чому я так люблю цей фільм. … Мені подобається його симетрія, його поетичність. … Вкрай гнітюче, що фільм був фактично похований» — казав Дікінс.

### Кінець 1990-х—початок XXI століття: 1998—2000
Для найкультовішого фільму братів Коенів, ексцентричної комедії «Великий Лебовські» (1998), Роджеру Дікінсу потрібно було створити візуальну єдність, що балансує між різностильовим сетингом та сюрреалістичністю стилізованих сцен снів. Останні мали живий та світлий вигляд, у той час як, до прикладу, будинок головного персонажа, Чувака, темний та брудний. Більша частина фільму відзнята на високошвидкісну плівку, що додала зображенню «піщаності». «Великий Лебовські» виглядає більш натуралістично, необроблено та контрастно, аніж «Фарго», рухи камери менш помітні. Хоча за сутністю сюжету стрічка робить ухил до нуару, на її візуальних аспектах це не відображається. Операторську роботу Роджера Дікінса рідко згадують в аналітичних публікаціях щодо фільму, попри його культовість, оскільки, в цілому, вона здійснена у навмисно стриманому ключі й не мала привертати до себе уваги.
В іншому фільмі того ж року, бойовику «Облога», оператор вже вдруге фільмував у головній ролі Дензела Вашингтона та повернувся до анаморфованого кіноформату 2.35:1. XX століття Дікінс завершив роботою над двома стрічками: біографічною боксерською драмою «Ураган» та трагікомедією «Де завгодно, тільки не тут», в якій використав відмінності між екстер'єрними та інтер'єрними просторами для передачі почуттів протагоністок щодо їх різноманітних середовищ. В «Урагані» оператор створив декілька різних стилів для кожного з часових проміжків фільму. Дитинство та юність головного персонажа відзняті в іронічній напівсепії, а його боксерські поєдинки — ручною камерою, у грубому, зернистому чорно-білому кольорі. Боксерські поєдинки нагадали Бобу Олерту з сайту Culture Vulture «Скаженого бика».
У XXI століття Роджер Дікінс увійшов, здійснивши революцію у цифрових технологіях кіновиробництва. З сатиричною комедією братів Коенів «О, де ж ти, брате?», вперше в історії кіно, провели повну цифрову кольорокорекцію, що наділила фільм унікальним кольором сепії. Як згадували Коени, цим методом вирішили скористатися тому, що знімальна локація у Міссісіпі була «зеленіша, ніж Ірландія», фільм мав позбутися найскладнішого для цифрового формату зеленого відтінку та нагадувати «стару листівку, що вицвіла», але режисери не хотіли колір традиційної сепії. Кольорокорекція тривала майже три місяці. Після кропіткої праці Дікінса Коени казали: «Наш знімальний майданчик виглядає так — є такий хлопець на ім'я Роджер Дікінс, який працює та створює фільм. У Роджера є два друга, які сидять поруч та читають газету». Проривне використання Дікінсом технології викликало обурення колег-операторів, які вважали її шахрайством та знеціненням фільмів. «Те ж саме казали, коли колір тільки з'явився в кіно, чи не так? Світ еволюціонує, як і робота над зображенням» — відповідав на це той.
«О, де ж ти, брате?» також став першим фільмом Коенів з анаморфованим форматом 2,4:1, який запропонував Дікінс через важливість краєвидів та епічну природу історії. Оператор вдруге після «Кундуна» використав Super 35, тому що йому сподобалось «більш інтимне» зображення, яке забезпечують сферичні лінзи. Камера практично не припиняє рух, подаючи історію глядачеві, який спостерігає, а не бере в ній участь. Освітлення фільму зроблено у легкій манері ранніх комедій Коенів та робить свій внесок у його міфічні підтексти. Сцена хрещення у річці була найскладнішою для фільмування через застосування вкрай важкого та повільного крану для камери: «Поки все налаштуєш — а кран стартував знизу та піднімався на самий верх — актори вже всі у бруді та покусані раками» — згадував Дікінс.

### «Ігри розуму», «Людина, якої не було»: 2001—2003
У 2001 році Роджер Дікінс відповідав за зображення трьох стрічок, одна з яких була телевізійною, для телеканалу HBO — трагікомедія «Вечеря з друзями».
На майданчику біографічної драми «Ігри розуму» оператор єдиний раз працював із режисером Роном Говардом та не збирався повторювати цей досвід через різні підходи до фільмування, зокрема прихильність Говарда до використання декількох камер. Режисер обрав саме Дікінса через його досвід у документалістиці та хотів, щоб фільм виглядав, як документальний. Дікінс погодився знімати стрічку, тому що був «заінтригований випробуванням фільмувати те, у чому стільки мисленнєвого процесу». Стиль оператора в «Іграх розуму» виділяється юністю протагоніста, строкатими денними кадрами кампусів, які режисер назвав «розділом журналу Life» через їх ностальгійний вигляд.

Сцена допиту з «Людини, якої не було»

Повною візуальною протилежністю «Іграм розуму» став чорно-білий нуар братів Коенів «Людина, якої не було». Після їх найбільш світлого попереднього фільму «О, де ж ти, брате?» Дікінс створив найтемніший та найпохмуріший. Візуальними орієнтирами для оператора були стрічки Жана-Люка Годара та його постійного оператора Рауля Кутара:
|  | Я хотів мати більший тональний діапазон, аніж той, що був у старих американських нуарах. Фільми Алана Ледда-Вероніки Лейк досить зухвалі, з мінімальними напівтонами, вкрай чорно-білі. У цій стрічці я хотів ширшої палітри. ... Щось на кшталт пастельного сірого, ніж суворого чорно-білого.Оригінальний текст (англ.) I wanted to have more tonal range than a lot of old American film noirs. The Alan Ladd/Veronica Lake movies, they’re quite bold, the mid-tones are reduced, very black and white. In this, I wanted to use a wider palette. ... I wanted it to be sort of a pastel grey look rather than strictly black and white. |

Основним еталоном у створенні фільму був класичний трилер Альфреда Гічкока «Тінь сумніву» через його особливе зображення маленького каліфорнійського містечка та його атмосфери. «Людина, якої не було» фільмувалась у кольорі, а на стадії постпродукції її конвертували у чорно-білий. Створюючи візуальний стиль стрічки, Дікінс намагався уникати сталих нуарних кліше, майже не використовував сильні тіні, користувався меншою кількістю масштабного освітлення, знімав на об'єктиви завширшки 35 мм. Робота оператора у фільмі відзначена черговою номінацією на премію «Оскар» та першою статуеткою британської премії БАФТА. «З усіх фільмів, над якими я працював, у цьому все зійшлося так, як у маленькому складному пазлі» — казав Дікінс, називаючи цю стрічку однією з трьох кращих у своїй кар'єрі.
2003-й рік також відрізнявся плідністю для Роджера Дікінса — були створені три фільми за його участю. Е. О. Скотт із газети The New York Times відзначив «похмурий, елегантний вигляд» драми «Будинок з піску і туману», його «тактовний стиль». Критики вважали, що єдине, чим цікава драма «Каяття» — це акторськими та операторською роботами. «Чисте, суворе зображення Дікінса практично розвіює фальшивість перевантаженої сентиментальної історії, яка більше користується атмосферою, аніж правдоподібною прозорливістю» — писав Е. О. Скотт. Кримінальна комедія «Нестерпна жорстокість», що регулярно потрапляє в списки найгірших фільмів братів Коенів, оператор відзняв із періодичним застосуванням ручної камери та відсиланнями до «Хрещеного батька», назвавши її «контрастною протилежністю» «Будинку з піску і туману».

### «Таємничий ліс»— 2004
Єдина спільна стрічка Роджера Дікінса та М. Найта Ш'ямалана — історичний детектив «Таємничий ліс» 2004 року. На відміну від братів Коенів, Ш'ямалан не дозволяв нікому змінювати сцени, чітко прописані в сценарії та показані в розкадруванні. У режисера були чіткі ідеї щодо кольорів, того, що вони символізують та як будуть вбудовані в історію. Дікінс казав, що у Ш'ямалана весь фільм фактично відзнятий ще до потрапляння на майданчик.
Візуальний стиль Дікінса у фільмі обігрує обрану режисером палітру кольорів, прискіпливо вибудувані декорації та гострий музикальний супровід. Оператор частіше застосовував трансфокатори, ніж у своїх попередніх роботах. «Здається, я здивував Роджера, коли сказав, що хочу більшого використання трансфокаторів у фільмі. Вони створюють інші емоції — коли робиш „наплив“, немов фокусуєшся на деталі картини» — казав Ш'ямалан. Фільмування проходило протягом 45 зимових днів в окрузі Бакс, штат Пенсільванія, зі складними погодними умовами — у першу чергу, екстремальним вітром та майже безупинними зливами. Хоч настала зима, листя на деревах опало не повністю, тому, через наявність у кадрі осінніх кольорів, на стадії постпродукції Дікінс працював над незначною кольорокорекцією фільму. Оскільки дія стрічки відбувається до винаходу електрики, оператор стежив за натуральним, але приглушеним виглядом освітлення.
Із часу прем'єри «Таємничого лісу» Ш'ямалан неодноразово намагався ще раз попрацювати з Дікінсом, але щоразу цьому заважала зайнятість оператора на інших майданчиках. «Ми добре провели час, зокрема, у його будинку в Пенсільванії, розробляючи розкадрування. … Гадаю, що фільму потрібно було надати більшого відчуття реальності. Він вийшов занадто стилізованим та манірним. Через це глядач так і не зміг відчути справжність історії» — казав Дікінс.
Чорна комедія братів Коенів «Замочити бабцю» також потребувала цифрової кольорокорекції задля приглушення кольорів, яка зазнала суттєвого вдосконалення та значно меншої часозатратності за декілька років з часу «О, де ж ти, брате?».

### «Морпіхи»— 2005
Ще у 2003 році, коли мемуари учасника війни в Перській затоці Ентоні Своффорда тільки з'явились на книжкових полицях, Роджер Дікінс одразу прочитав їх, не уявляючи, яким чином можливо буде екранізувати ці нелінійні спогади. Незабаром зі своїм баченням фільму та пропозицією попрацювати разом до Дікінса звернувся режисер Сем Мендес. Спочатку Мендес планував робити разом із Дікінсом екранізацію роману «Ловець повітряних зміїв», але коли режисер полишив проєкт, то одразу взявся за «Морпіхів».
Оператору сподобався сценарій, в якому наратив мемуарів мав чітку структуру, а військові елементи виведено на передній план:
|  | Це історія про хлопчаків, які навіть не розуміють, куди їх забрали, та за що вони воюють — окрім того, що за нафту. ... Ця історія не про битви, в ній немає великої кількості спецефектів та вибухів. Це дуже особиста історія одного солдата, яка відображає справжній погляд на війну.Оригінальний текст (англ.) It’s really about these kids being taken somewhere they don’t understand, to fight a war they don’t understand — other than the fact that it’s for oil. ... The story is not about the battles; it’s not full of special effects and explosions. It’s one soldier’s very personal story and it presents a very real view of war. |

Приступаючи до роботи, Дікінс хвилювався, що переймає вкрай серйозну естафету від померлого Конрада Голла — свого друга та наставника, який був постійним оператором Мендеса.
Концептуалізувавши візуальний стиль, Мендес переймався, що у Дікінса виникнуть проблеми зі зніманням майже всього фільму ручною камерою, адже його останні роботи були значно традиційнішими. Ручну камеру у «Морпіхах» застосовано ефективно та майже непомітно для ока. Батальні сцени зображають жах та брутальність війни без застосування полум'яного операторського стилю, притаманного багатьом військовим фільмам. Як і у всіх своїх стрічках, Дікінс сам керував камерою, пробігаючи з нею усі активні бойові сцени. «Деякі хлопці з нашої команди вже перед самими дюнами ледь дихали. На наше щастя, Роджер та актори у хорошій формі, тому було легко зробити різні дублі» — згадував гаффер Кріс Наполітано. Задля посилення реалістичності історії, зображенню надали зернистості та збільшили контрастність. У 95 відсотках денних екстер'єрних сцен не застосовувалося ніяке освітлення. Після завершення роботи над фільмом Роджер Дікінс казав, що з ним повернувся до своїх документальних витоків.

### Робота над вестернами— 2007
Ендрю, на відміну від братів Коенів, багато роздумує до фільмування, під час нього та після. Все зважує, мучиться. Із ним значно складніше завершити питання, а під час знімання все працює більше на інстинкті. Хоча й ми робили велику підготовку до ключових кадрів.
У 2007 році оператор був причетний до створення трьох фільмів, два з яких — вестерни: епічний ревізіоністський вестерн «Як боязкий Роберт Форд убив Джессі Джеймса» та неовестерн «Старим тут не місце». Їх відрізняє, насамперед, сетинг: якщо перший — класичний за часом дії вестерн, що вимагав від оператора максимальної візуальної віддачі, то другий — сучасніша історія, що перебудовує традиційні мотиви жанру. Проте об'єднує їх спільна тема — видозмінення часів та Заходу, у яких не можуть знайти себе старіючі протагоністи обох фільмів.
Обидві стрічки були відзняті на вже звичний для Дікінса формат Super 35 через його інтимність та текстуру зернистості зображення. Прихильник цього жанру, Дікінс фільмував їх із візуальними відсиланнями до класичних вестернів Джона Форда та Сема Пекінпи. Знімальний процес «Джессі Джеймса» проходив у канадських містах Калгарі, Едмонтон та Вінніпег, а «Старим тут не місце» — у Санта-Фе, Лас-Вегасі та Марфі.
Сцена, що відкриває «Джессі Джеймса» — нічне пограбування потягу. Хоч саме вона стала найвідомішою сценою фільму, у 2023 році Дікінс зізнався, що залишається незадоволений її технічною реалізацією: «Ми з Ендрю [режисером] розчаровані нею, оскільки так і не змогли знайти потрібну залізничну колію та історичний потяг того масштабу, який був потрібен. … Наш потяг був мініатюрним. Було випробуванням зробити так, щоб він виглядав масивним створінням, що виходить із темряви». Освітлення сцени було мінімальне та виглядало так, наче йшло від старовинних ліхтарів.
На візуальному контрасті з цією сценою виступила зав'язка «Старим тут не місце», відзнята у великій пустелі, починаючи з нічного часу, продовжуючи світанком та закінчуючи яскравим днем. Дікінс окремо згадував складну роботу над освітлювальним рішенням цієї тривалої сцени. Освітлення також виступає елементом саспенсу, навіть у замкнутих мотельних сценах. Антагоніст фільму, кілер Антон Чігур, за допомогою операторських прийомів зображений майже привидом, який практично ніколи чітко не відображається у кадрі.
Обидві операторські роботи вважаються пресою одними з найкращих у XXI столітті. 2023 року робота Роджера Дікінса у «Джессі Джеймсі» провідним кіносайтом IndieWire визнана найкращою серед сучасних — спільно з роботою Еммануеля Любецкі у драмі «Древо життя». За обидві стрічки Дікінса номінували на премію «Оскар» в один рік — вперше після подвійної номінації оператора Роберта Сертіса у 1972 році. Сам Дікінс називав «Джессі Джеймса» одним із трьох найкращих фільмів у своїй кар'єрі: «Я обожнюю його через справжню передачу ліризму книги. … Мені здається, що кінострічки стали занадто буквальними, занадто залежними від діалогів та сюжету. У „Джессі Джеймсі“ є кадри, які не мають стосунку до сюжету, але з цим можна змиритися — ось це я люблю у ньому».
Кольори третього фільму Роджера Дікінса за рік «У долині Ела» приглушені, на відміну від двох інших. Зважаючи на сюжетну похмурість цього детективу, його стиль також відзначався сірістю та зернистістю зображення, доданими вже на стадії постпродукції.

### Повернення до камерних драм— 2008
2008-й рік став останнім дотепер, в якому Роджер Дікінс працював над трьома фільмами одночасно, повернувшись від масштабних вестернів до камерних драм. Однойменна екранізація нашумілої п'єси «Сумнів» створена з обмеженим рухом камери, що ледь піднесено спостерігає за подіями у парафіяльній школі, з навмисною відсутністю кадрів, що викликають «вау»-ефект.

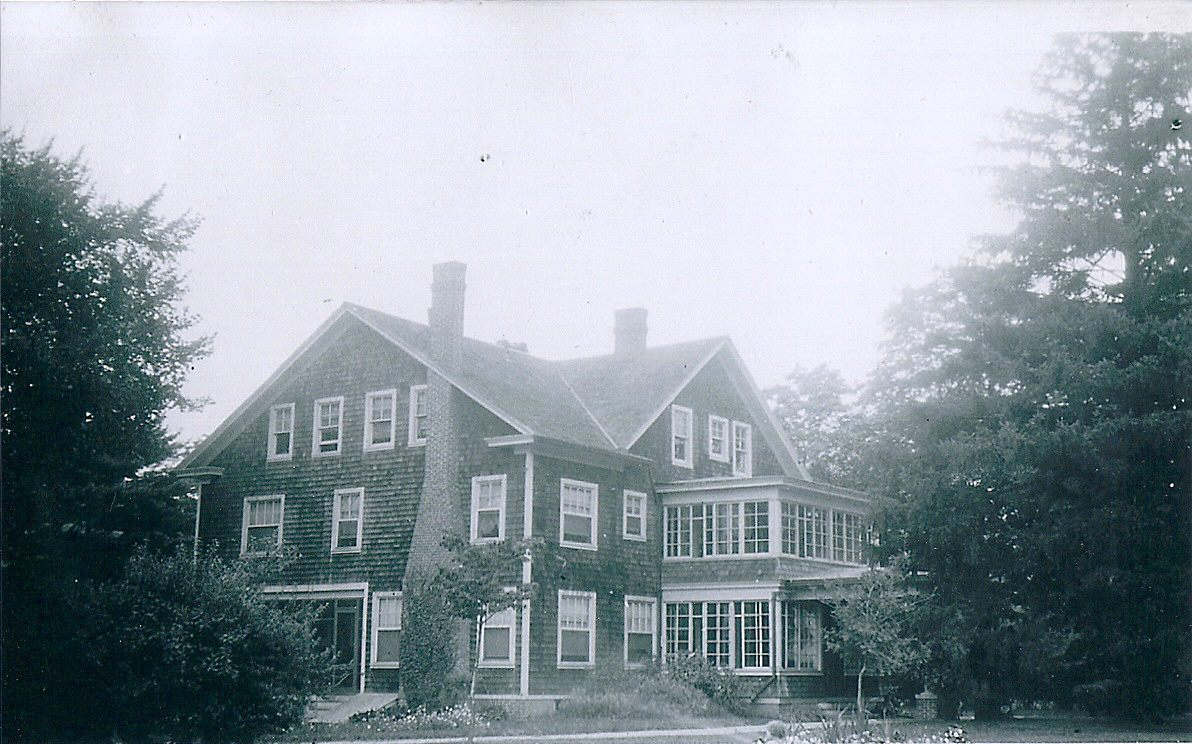
Історичний будинок Трейсі С. Льюїса у місті Бікен-Фоллс, штат Коннектикут, де проходило фільмування «Життя спочатку»

Фільмуючи свій другий спільний фільм із Семом Мендесом, «Життя спочатку», оператор переймався, що глядач не зацікавиться персонажами, оскільки в літературному першоджерелі існує дистанціювання від них. Ключем у розв'язанні цієї проблеми для Мендеса стало подання історії максимально простим способом, зокрема, і в операторському стилі. Спочатку Дікінс планував знімати статичною камерою, але для цього сюжету вона виглядала «дещо мертвою», тому її стиль прогресує — фінальну частину фільму, коли стосунки протагоністів зовсім загострюються, знято ручною камерою.
Попри видиму простоту інтер'єрного фільмування, Дікінс зізнавався, що стрічку, майже вся дія якої відбувається в інтер'єрах, надзвичайно складно освітлювати. «Потрібна була неймовірна кількість світла, щоб зберігати натуральне, послідовне відчуття денного часу всередині будинку, що спирається на пагорб, від чого провести світло на його верхні поверхи та кухню було каверзною задачею» — казав оператор. Аналогічна складність виникла і з великим відкритим офісом головного персонажа.
В однойменній адаптації роману-бестселеру «Читець» Роджер Дікінс встиг відзняти тільки сцени сучасності за участі Рейфа Файнса, після чого, під час затримок у створенні фільму, його призначили оператором «Сумніву» і він передав повноваження своєму другу Крісу Менгесу. Обидвох операторів зазначено у титрах та разом номіновано на премію «Оскар».
Окрім операторських робіт, Роджер Дікінс також попрацював над першим анімаційним фільмом в кар'єрі — «ВОЛЛ-І» студії Pixar. 2005 року, на початковому етапі створення мультфільму, з оператором зв'язався режисер Ендрю Стентон та попросив провести низку майстер-класів для творчої команди студії, оскільки для «ВОЛЛ-І» було заплановано абсолютно новий візуальний стиль, що мав нагадувати ігрове кіно. Завдяки консультаціям Дікінса були вдосконалені рухи камери та освітлення першого акту мультфільму. Із «ВОЛЛ-І» розпочався новий етап кар'єри оператора, як візуального консультанта декількох анімаційних студій.

### Поновлення роботи з Коенами та анімаційні фільми: 2009—2012
Через завантаженість у 2008 році Роджер Дікінс вперше з 1991 року не зміг відзняти черговий фільм братів Коенів — «Після прочитання спалити». Однак уже рік потому оператор, вдесяте, повернувся до них на майданчику чорної трагікомедії «Серйозна людина». Дікінс відзначав, що знятий він просто — вибудувана композиція, натуралістичне освітлення.
Одразу після завершення фільмування «Серйозної людини» Роджер Дікінс розпочав роботу над наступним фільмом Коенів — вестерном «Справжня мужність». Історія розказана з погляду дівчинки-протагоністки, тому для передачі глядачеві її світосприйняття для знімання було обрано ширококутні об'єктиви — 27, 32, 35, 40-мм. Для крупних планів застосовували 50-мм. Знімали в штаті Техас, у містах Бланко та Грейнджер, упродовж близько 55 днів, що небагато для стрічки з нічними сценами та великою кількістю сцен із конями. Фільмування, особливо нічних сцен, ускладнював вік головної актриси, 13-річної Гейлі Стайнфелд — за законом, вона могла працювати обмежену кількість часу на день. Попри це, оператор оцінив її, як вправну вершницю та чудову акторку.
У драмі «У компанії чоловіків» за допомогою операторських прийомів розкрито основну тему фільму — втрату американськими чоловіками своєї ваги у суспільстві. «Актори та насуплено-прекрасна операторська робота Роджера Дікінса допомагають правдоподібності надмірно роз'яснювального сценарію» — писав критик інтернет-видання The A.V. Club Ноел Маррей.
В анімаційній галузі Роджер Дікінс вперше виступив візуальним консультантом студії DreamWorks Animation у створенні мультфільму «Як приборкати дракона». Понад рік він допомагав команді в розробці натуральніших тіней та освітлення, консультував щодо літальних сцен та розміщення камери, виконав значно більший обсяг роботи, ніж у «ВОЛЛ-І». Аналогічні обов'язки консультанта з освітлення оператор виконував під час створення мультфільму «Кіт у чоботях» (2011).
Єдиний мультфільм, у титрах якого Дікінс записаний як оператор-постановник — «Ранго» Гора Вербінскі. Режисеру потрібно було створити відчуття ігрового фільму, для чого він і запросив Дікінса. «Правильно розставити тіні в сценах у салуні, ще й зробити важке, різке освітлення у пустелі — це ще те завдання, скажу я вам» — згадував він.
У 2011 році оператор уперше в кар'єрі відзняв стрічку цифровою камерою — фантастичний бойовик «Час» став п'ятим американським фільмом, створеним за допомогою високотехнологічної камери Arri Alexa. Режисер Ендрю Нікол планував знімати на класичну плівку, але, побачивши тестові кадри цифрової камери, був приголомшений та змінив свою думку. Знімальний процес частково проходив у нічному Лос-Анджелесі, що при фільмуванні на плівку було б занадто вартісним та потребувало б масштабного освітлення. Вражений отриманим зображенням та гнучкістю, що дає ця камера, Дікінс відзначав, що кольоропередача та насиченість виглядали краще, ніж на плівці.
Візуальне консультування Роджер Дікінс продовжив у мультфільмі «Вартові легенд» (2012). За словами режисера Пітера Ремсі, оператор забезпечив витончене та реалістичніше освітлення, правильне використання контрастності та загалом зробив великий внесок у загальний вигляд мультфільму.

### «007: Координати „Скайфолл“»— 2012

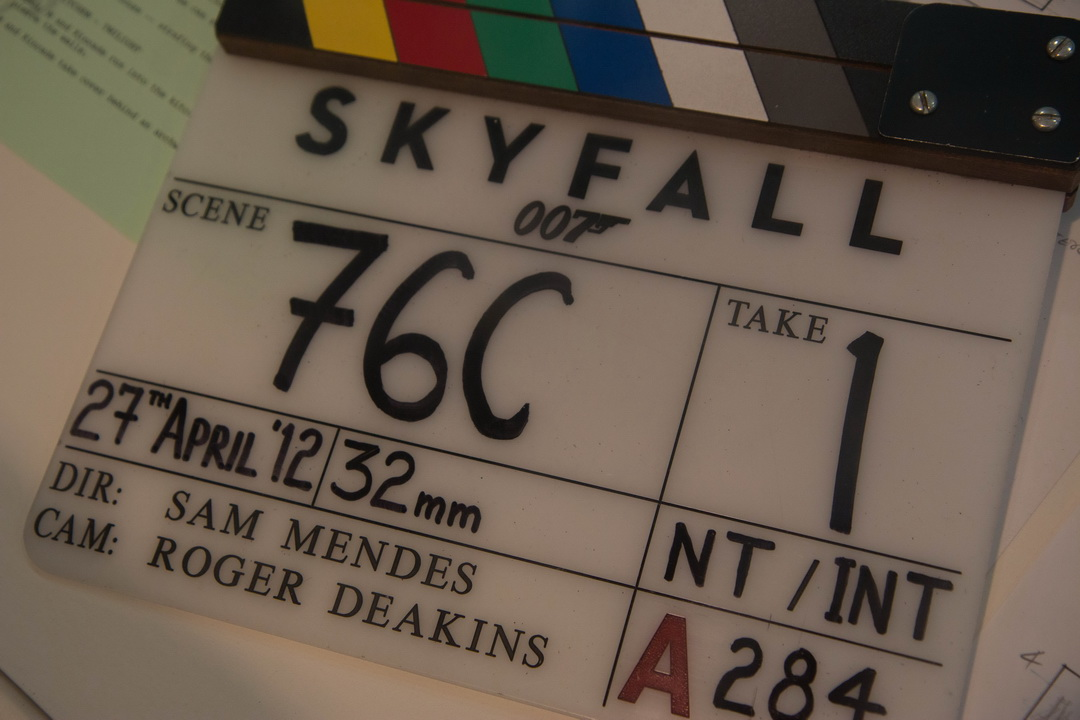
Хлопавка «Скайфоллу»

У 2012 році Роджер Дікінс відзняв перший із 1993 року фільм у рідній Англії — продовження «бондіани» «007: Координати „Скайфолл“» у режисурі Сема Мендеса. Про свою згоду на участь у фільмуванні оператор казав:
|  | Навіть у підлітковому віці я не був фанатом фільмів про Бонда. Але у «Скайфоллі» є те, що відрізняє його. Підхід Сема вкрай цікавий. Гадаю, що це нуар про персонажа, який повертається обличчям до власної смертності. Це й надихнуло мене знімати силуети та людей, що входять у темряву та виходять із неї.Оригінальний текст (англ.) Even as a teenager, I really wasn't a big fan of Bond movies. But there's something about Skyfall that's very different, and I found Sam's take on it really interesting. It's much more a kind of film noir, I think, and it has much more discussion of a character who's facing his own mortality, in a way. It kind of encouraged me to do silhouettes and have people come in and out of darkness |

Окрім обов'язків оператора, його також задіяли в розробці сценарію, де він пропонував свої ідеї візуалізації, що вплинули на розвиток персонажів. Спеціально для «Скайфоллу», за запитом Дікінса компанія Arri створила цифрову камеру Arri Alexa Studio, що має оптичний видошукач. 70 відсотків фільму знято нею, 30 — легшою ручною Arri Alexa Plus.
Одна з найбільш високо оцінених пресою сцен фільму — шанхайська нічна сутичка Джеймса Бонда з кілером у порожніх скляних офісах хмарочосу, із вікон якого видніється неоновий білборд із плаваючими медузами, який і виступає основним джерелом освітлення сцени. Повільна швидкість рухів медуз на задньому плані противажить активній боротьбі на передньому. Режисер хотів, щоб кожна бойова сцена мала свою особливість, тому ця відзнята безперервним дублем без монтажних склеювань із поступовим, повільним напливом камери. Дікінс відзначав, що було б значно складніше зробити цю сцену на плівці.
Масштабні екшн-сцени, як от потяг метро, що пробивається крізь дах підземного бункера, потребували різних позицій камери, але, в цілому, кількість камер було зведено до мінімуму. Для різних локацій оператор створив різні палітри кольорів, що залежали одна від одної. Для підземних бункерів MI6 застосовано різке люмінесцентне освітлення та відчуття монохромії. В Шанхаї Бонд немовби потрапляв до футуристичного світу, в казино в Макао — повертався до старовинного, більш загадкового місця, що підкреслювалось червоним та золотим кольорами. Сцена, що відображає весь спектр освітлення — вхід Бонда до казино, яка відзнята довгим дублем за допомогою Steadicam.
Чи не найскладнішою для фільмування частиною «Скайфоллу» стала кульмінація стрічки, дія якої відбувається на території шотландського маєтку Бонда. Цей акт увібрав у себе інтер'єрні та екстер'єрні сцени у самому маєтку та, наприкінці, у каплиці, розтягнуті у часі від дня до ночі. Нічне знімання охоплювало вибухи, масштабне світло від прожектора гелікоптера та освітлене вогнем переслідування мисливськими угіддями. Різні сцени розв'язки фільмувалися у різні дні, оскільки потребували постійної зміни джерел освітлення. «Візьміть світанкову сцену у „Старим тут не місце“ та помножте її на 50 — ось наскільки складно це було!» — казав Роджер Дікінс.
У пресі «Скайфолл» часто зветься «найкрасивішим фільмом „бондіани“ в її історії». «Ми, певно, повеселилися найбільше у цьому фільмі, ніж у будь-якому до цього, хоча він й був найтяжчим та наймасштабнішим» — казав Сем Мендес.

### «Полонянки»— 2013
Вражений драмою Дені Вільнева «Пожежі», Роджер Дікінс висловив бажання попрацювати з режисером. Отримавши сценарій детективу «Полонянки», оператор не до кінця залишився ним задоволений, побачивши в ньому щільність, велику кількість персонажів та надмірність готичних елементів. У фінальний варіант фільму ці елементи не ввійшли. Проте інші аспекти історії, як от морально-етична проблема тортур, та спирання сценарію на персонажів та акторські роботи переконали Дікінса знімати фільм.
Оператор планував фільмувати ручною камерою, але відмовився від цієї ідеї, оскільки вона надавала ефект документального реалізму, не потрібного для напруженої драматичної історії. Окрім того, вона посилювала наявні готичні елементи, а не приглушувала їх. Виходячи з цього, було обрано відсторонений, фактичний операторський стиль, що нагадував роботу Роджера Дікінса у «Фарґо». Більшість жорстоких сцен у фільмі зроблені без графічної демонстрації насилля, залишаючи простір для уяви та етичних питань глядача. «Саме тому я й взявся за цю моральну історію, цей мікросвіт цілого питання тортур. Жорстка тема, але вона того варта» — казав Дікінс.
«Полонянки» знімались у передмісті Атланти камерами Arri Alexa Studio та Arri Alexa Plus. Одним із правил під час процесу було використання найпростішого освітлення. Чи не найулюбленіша у візуальному плані сцена фільму для Роджера Дікінса — виявлення протагоністом фургону ймовірного злочинця, припаркованого в абсолютній темряві на узбіччі навпроти яскравої АЗС, яка й виступає єдиним джерелом освітлення сцени. Самотність персонажа Джейка Джилленгола підкреслена загальним планом сцени, в якій той вечеряє у майже пустому китайському ресторані.
«В якомусь сенсі „Полонянок“ було важче фільмувати, ніж „Скайфолл“, оскільки тут ми не мали розкоші всіх тих гаджетів та нескінченного обсягу підготовки» — казав оператор після завершення знімання.

### Анімаційні фільми, «Сікаріо» та «Аве, Цезар!»: 2013—2016
Виконуючи обов'язки візуального консультанта у мультфільмі «Сімейка Крудсів», Роджер Дікінс допомагав творчій команді у відтворенні вигляду документального фільму за допомогою приглушеного важкого освітлення. Також оператор давав поради щодо рухів камери, нічних сцен та кольорів.
Окрім «Сімейки Крудсів», Дікінс виконував аналогічну роботу під час створення сиквелу до «Як приборкати дракона». Для дослідження арктичної місцевості, в якій відбуваються події мультфільму, оператор разом із режисером та художником-постановником вирушили на архіпелаг Шпіцберген, де шість днів їздили на снігоході льодовиками та фіордами. Більшість із побаченого, зокрема й відтінки кольорів, увійшли до мультфільму. Нерідко Дікінс займався приглушенням освітлення: «Згадую, як мав ті ж розмови під час „ВОЛЛ-І“ та ставив питання: „Навіщо додавати чергове джерело освітлення? Не ускладнюйте“».
Фільмуючи військову драму «Нескорений», Роджер Дікінс відштовхувався у візуальному плані від еталонної роботи у цьому жанрі — «Пагорб» оператора Освальда Морріса. Кадр наповнений інтенсивністю, камера прямує за головним персонажем та відстежує події з його погляду. «Дікінс створює майстерний танок світла та темряви, що слугує первинною метафорою для дивовижного виживання та переваги духу» — писав критик Білл Дезовіц. Він назвав роботу оператора у фільмі «найкрасивішою в його кар'єрі».
У кримінальному трилері «Сікаріо» Роджер Дікінс вдруге попрацював із Дені Вільневом. Із «Полонянками», на думку Дікінса, стрічку поєднує схожа структура — обидві «шахові матчі з багатьма персонажами». Атмосферно «Полонянки» — зимовий, крижаний фільм, а «Сікаріо» — радикально сонячний та насичений кольорами.
Стрічка фільмувалась в Альбукерке та Мехіко, деколи на локаціях серіалу «Пуститися берега». Одним із джерел натхнення в кольорах та композиції були складні роботи фотографа Алекса Вебба, який знімає молодих мексиканців на мексикансько-американському кордоні. У розташуванні камери, вибудовуванні кадра та освітленні Дікінс відштовхувався від «простого, але стильного реалізму» фільмів Жан-П'єра Мельвіля, зокрема «Армії тіней».
«Сікаріо» був складним у зніманні — велика кількість сцен у русі, повітряні сцени у стилі нічного бачення та екшн із ретельно сконструйованою хореографією. Попри це, фільм створений однією камерою (Arri Alexa) та здебільшого довгими дублями без монтажу для посилення напруги. Дікінс окремо коментував цю техніку:
|  | Вся справа у тривалості сцени. Камера нічого не робить, щоб свідомо посилити напругу, вона всього лиш статично спостерігає — звідси і йде ця напруга. Якщо йдеться про насилля, а сценарій вочевидь вкрай жорстокий, то ми хотіли зробити так, щоб бойові сцени вибухали та одразу ж зникали.Оригінальний текст (англ.) It’s (about) how long you hold those shots. The camera doesn’t do anything to deliberately heighten that tension. The camera is just observing and it’s very still and that’s where the tension comes from. When we talked about the violence — and obviously the script read as very violent — the way we wanted to do the action was to have it explode and then it’s gone. |

Фінал стрічки з персонажами Бенісіо Дель Торо та Емілі Блант став найулюбленішою сценою як для Дікінса, так і Вільнева: «В кадрі наявна напруга та рівновага між акторами, а те, як вони рухаються назустріч світлу — це вкрай сильно» — казав режисер.
Вперше за шість років Роджер Дікінс повернувся до фільмування на плівку під час створення чорної комедії «Аве, Цезар!», хоча й самі режисери, брати Коени, запевняли, що їх попередній фільм «Всередині Люїна Дейвіса» стане останнім «плівковим» для них. Однак тема «золотого віку Голлівуду» та суміш жанрів у стрічці потребували використання плівки.
«Аве, Цезар!» знімався протягом 54-х днів, у місті, де Дікінс живе з 1990-х років — Лос-Анджелесі. Вибудовуючи хореографію та рухи камери, команда дивилась фільми за участю Естер Вільямс, Джина Келлі та Чарлтона Гестона. Фільмування проводилось камерою Arriflex 535B ширококутними об'єктивами — 21-мм, 27-мм та 32-мм. Оскільки у стрічці зображається низка вигаданих фільмів, оператор експериментував зі співвідношенням сторін зображення.
Використання плівки в сучасних умовах призвело до деяких технічних проблем, через що палітра кольорів у фільмі була обмеженою. Після завершення знімального процесу Дікінс заявив, що більше з плівкою не працюватиме, оскільки «її час добіг кінця». Незважаючи на це, він залишився задоволений роботою над фільмом.

### «Той, хто біжить по лезу 2049»— 2017

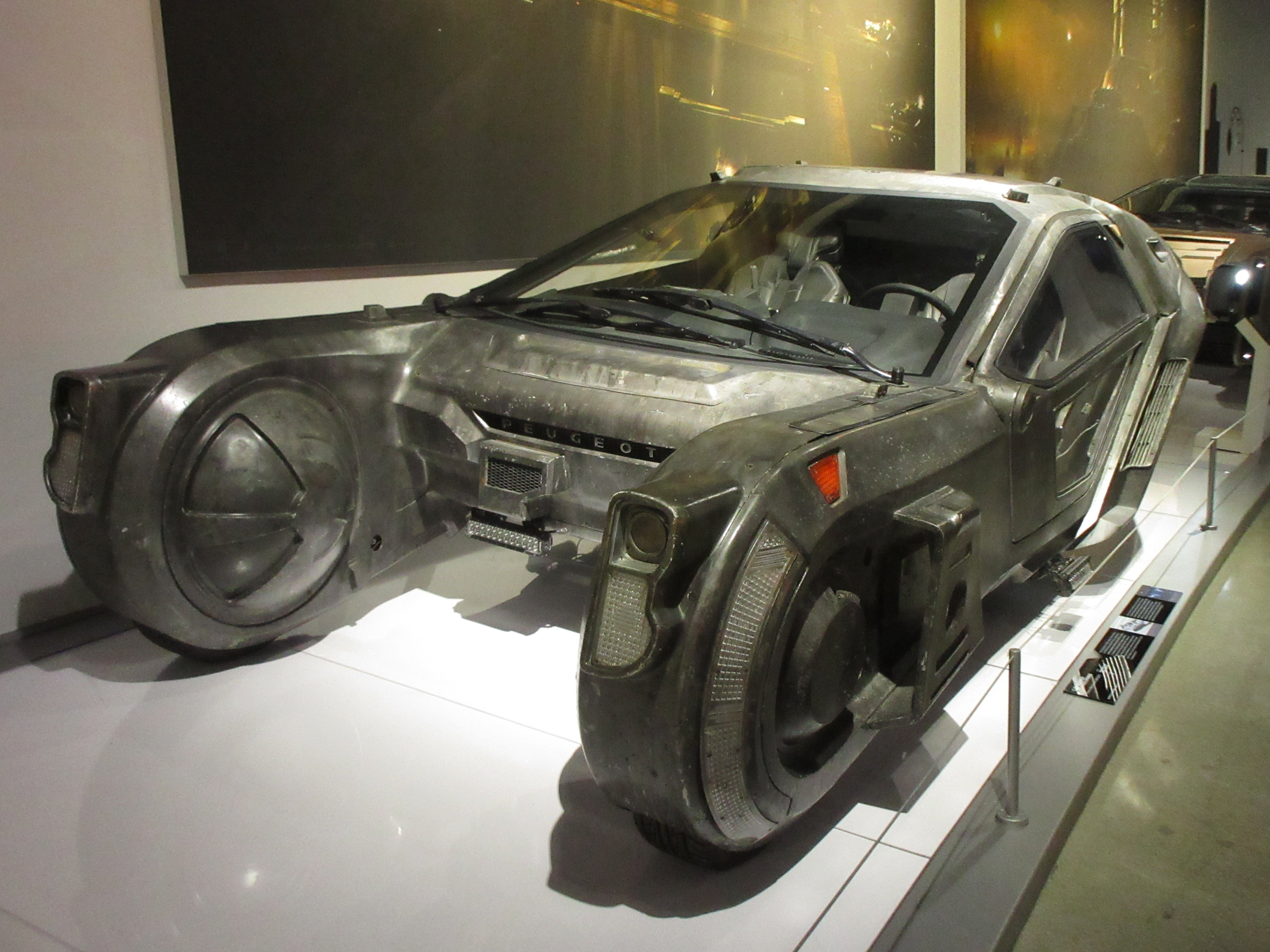
Автівка (спінер) протагоніста «Той, хто біжить по лезу 2049»

Коли Дені Вільнев запропонував Роджеру Дікінсу стати оператором нуарного сиквелу до класичної антиутопії «Той, хто біжить по лезу», той одразу ж погодився, оскільки мріяв знімати більше наукової фантастики, що так рідко була присутня у його послужному списку. «Не скажу, що я фанат першого фільму, але, гадаю, він розвинувся в мені з часу перегляду» — казав Дікінс.
Стрічка стала наймасштабнішою серед усіх спільних робіт Дікінса-Вільнева — від початку підготовчого процесу до виходу на екрани минуло два роки. Наприкінці 2015 року, після прем'єри «Сікаріо», команда почала приготування, а 2016 року понад три місяці (92 дні) тривало фільмування. Знімальний процес мав пройти у Лондоні, але на той час там не було вільного кіномайданчика, тому вирішили знімати в Угорщині.
Візуальний стиль фільму відсилає до архітектури, насамперед, Японії та Китаю, Пекіну та його вигляду у смозі, Лондону. Лос-Анджелес майбутнього у фільмі — холодний, з опадами у вигляді дощу або снігу. Оточення стало окремим персонажем із його різкою бруталістською архітектурою. Найскладнішою сценою у фільмуванні для Роджера Дікінса була сутичка персонажів Райана Гослінга та Гаррісона Форда в казино, фоном якої слугує виступ на сцені голографічного Елвіса Преслі. Співака перекривають нестабільні голографії Мерилін Монро, танцівниць гоу-гоу та Боллівуду. Знімання тільки цієї сцени тривало декілька днів через масштабне освітлення та режисерський задум. «Вона такою не виглядає, але це була, певно, найважча сцена через наявність прозорих елементів та освітлення, що накладалось одне на інше. Поєднати ці речі — мудроване це завдання» — казав оператор.
За роботу над «Той, хто біжить по лезу 2049» Роджер Дікінс із 14-ї спроби здобув свій перший «Оскар». Після церемонії оператор заявив, що й не думав про 13-ть безуспішних номінацій, оскільки був надто завантажений роботою.

### «Щиголь», «1917»— 2019
У 2019 році Дікінс брав участь у створенні трьох кардинально різних стрічок, перша з яких — завершення трилогії «Як приборкати дракона», «Прихований світ». Саме в ній завдяки технічному прогресу у трасуванні променів натуралістична естетика оператора досягла максимуму. Команда мультфільму створила значно більшу насиченість, витонченість та деталізованість кадру.
Однойменну екранізацію романа-бестселера «Щиголь» негативно сприйняли критики, однак операторська робота Роджера Дікінса отримала високі оцінки. Оператор ніколи до того не працював із режисером Джоном Кроулі. Він погодився відзняти фільм, оскільки був знайомий з його попередніми роботами, окремо відзначивши драму «Хлопчик А». Фільм знімався протягом 64 днів у Нью-Йорку, Амстердамі, Альбукерке та Йонкерсі. Через фільмування взимку рідке натуральне світло здебільшого доводилось імітувати. Знімання проводилось камерою Arri Alexa Studio переважно ширококутними об'єктивами 32-мм, 35-мм та 40-мм.
Коли Роджер Дікінс побачив припис «За задумом це все — один дубль» на сценарії військової драми «1917», то сприйняв це зі скепсисом. «Після прочитання сценарію я зрозумів, що Сем [Мендес, режисер] збирався зробити. Він замислив фільм імерсивним, щоб глядач відчув необхідність подорожі солдата, залишаючись із ним на кожному кроці його шляху» — казав оператор. Надскладна технологія фільмування потребувала потрібної хмарної погоди, щоб відзнятий матеріал візуально не відрізнявся один від одного. Окрім того, оскільки камера нерідко виконувала повороти на 360 градусів, не було місця для джерел освітлення. Знімальний процес проходив під хмарним англійським небом із 1 квітня до середини липня 2019 року, зокрема у Солсберійській рівнині. Коли виходило сонце, команда чекала на повернення хмар та займалась репетиціями.
Оскільки для знімання стрічки оператор завжди мав рухатись, бігати, стрибати, потрібна була зменшена у розмірі та вазі камера. Компанія Arri передала Дікінсу три прототипи камери Arri Alexa Mini LF. Вона майже ідеально впоралась із тестуванням в екстремальних умовах, як згадував оператор. Обговорюючи позицію камери по відношенню до актора, команда передивлялась операторську роботу Матіаса Ерделі в Голокост-драмі «Син Саула». За «1917» Роджера Дікінса вдруге нагородили премією «Оскар». «Співробітництво потрібно у всіх фільмах, але цей був більшим налаштованим балетом, ніж інші. Команда, оператори, механіки — всі повинні були синхронізуватись із діями акторів» — казав Дікінс.

### «Імперія світла»: 2021—2022

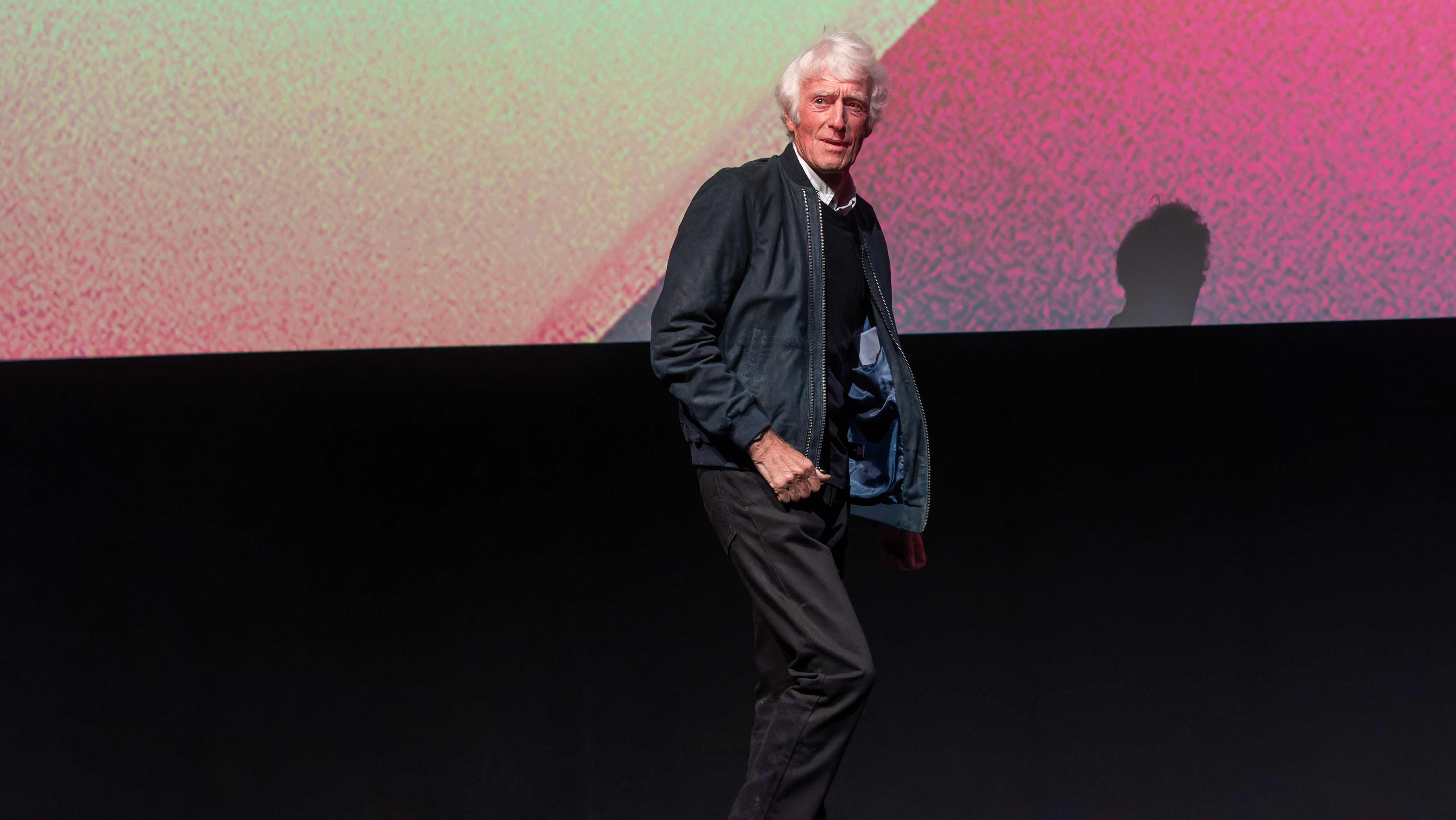
Роджер Дікінс на прем'єрі «Імперії світла», жовтень 2022 року

У 2021 році оператор консультував команду мультфільму «Дивовижна подорож Віво» з приводу сцени, начебто створеної одним дублем, допомагав візуально приховати її монтажні склеювання.
Наступна робота Дікінса — драма Сема Мендеса «Імперія світла». Повна протилежність попередньому спільному фільму Мендеса та Дікінса («1917»), «Імперія світла» — спокійна та розважлива стрічка. Оператору вкрай сподобався сценарій, що було важливо для режисера, оскільки дія фільму відбувається в Маргейті — прибережному англійському містечку, схожому на Девон, де зростав Дікінс. У візуальному плані оператор відштовхувався від прибережних світлин фотографів Гаррі Грюйєра та Мартіна Парра, відомих використанням сміливих кольорів, фільмував камерою Arri Alexa Mini LF в улюбленому Мендесом співвідношенні сторін зображення 2,39:1.
Робота над «Імперією світла» принесла Дікінсу 16-ту номінацію на премію «Оскар» за операторську роботу — він посів друге місце за кількістю номінацій на цю премію (після Леона Шамроя та Чарльза Ленга). «Ця номінація — сюрприз, але вже як є. „Імперія світла“ — маленький фільм, досить стриманий. Але приємно, що люди щось в ньому помітили» — казав він.

## Особисте життя та захоплення
У 1991 році, на знімальному майданчику фільму «Вбивство», познайомився зі скрипт-супервайзеркою (кураторкою сценарію) Джеймс Елліс, з якою незабаром одружився. Разом із дружиною, яка відповідає за цифрову частину його роботи, Роджер Дікінс спільно працював над кожним фільмом.
Подружжя живе в англійському поселенні Кінгсвер, графство Девон, та американському місті Санта-Моніка. Квартиру в Кінгсвері оператор називає своїм укриттям, оскільки в поселенні він рибалить, плаває на моторному човні та відпочиває у перерві між зніманнями. У Санта-Моніці Дікінс полюбляє бігати пляжем, читати книги, особливо наукові, та фотографувати своїми старими фотоапаратами Leica. 2021 року випустив книгу з підбіркою своїх раніше неопублікованих чорно-білих світлин під назвою Byways (англ. byways — манівці).
Прихильник живопису — опинившись в Нью-Йорку або Лондоні, обов'язково відвідує галереї. Погано справляється з сучасними гаджетами, окрім камер, тому навіть музику слухає на старому патефоні. 2020 року назвав п'ять фільмів, що зробили його тим оператором, яким він є:
- «Пригода» (1960; режисер — Мікеланджело Антоніоні) — «Антоніоні створює не літературу. Фільм не про балакучих людей. Він створює щось більше. … „Пригода“ — особливо загадкова серед всіх його фільмів».
- «Військова гра» (1966; режисер — Пітер Воткінс) — «Один із перших фільмів, які я побачив у кіноклубі в Торкі. … Я назавжди запам'ятав його та стиль, у якому він створений. Можна казати, що він застарів через свою зернистість, чорно-білість та 16-мм плівку, але й досі не втратив свою ефектність».
- «Армія тіней» (1969; режисер — Жан-П'єр Мельвіль) — «Те, що залишилось назавжди зі мною — його передача настрою та місця. Його абсолютно лаконічна, пряма демонстрація глядачеві речей водночас гіпнотичних та складних для перегляду».
- «Дика банда» (1969; режисер — Сем Пекінпа) — «Гадаю, найкращий фільм Пекінпи. Такий розлючений. Але, врешті-решт, він про світ, що минає, про його зміну».
- «Сталкер» (1979; режисер — Андрій Тарковський) — «Він Напружений (із великої літери) — те, як ця напруга створюється без будь-яких подій на екрані. Не відбувається нічого, але захоплює. Дивний та тривожний фільм».

У 2005 році започаткував власний веб-сайт, на якому відповідає на питання та розповідає про знімальні процеси своїх фільмів. Із 2020 року разом із дружиною веде подкаст під назвою Team Deakins («Команда Дікінса»), на запис якого запрошує відомих гостей, із якими веде розмови про операторське мистецтво, кіноіндустрію тощо.

## Сприйняття та репутація
У кіноіндустрії Дікінса часто називають одним із найвеличніших та найвпливовіших операторів в історії. Режисери цінують його за незмінні методи роботи, постійну команду з гафферів, кей-грипів (підсобних робітників) та колористів, креативність у вибудовуванні візуального стилю фільму. Колеги відзначали особисті якості Дікінса — небагатослівність, професійну відповідальність, людяність та бажання допомогти молодим початківцям у кіно.
Режисер Дені Вільнев неодноразово наголошував, що Дікінс найбільше вплинув на нього — як митця та людину: «Він справжній наставник. Його скромність, художня цілісність та відданість перфекціонізму — унікальні та абсолютно дивовижні». Перша жінка-номінантка на премію «Оскар» за операторську роботу Рейчел Моррісон підкреслювала, що Дікінс був другом для колег-операторів стільки, скільки вона себе пам'ятає. Режисер Майкл Редфорд відзначав, що Дікінс може перетворити на світло все, що завгодно, інтерпретуючи рішення саме так, як було задумано.
Нерідко актори погоджувались на участь у фільмі, дізнавшись, що знімати їх буде Роджер Дікінс. Так було, зокрема, із Джошем Броліном («Сікаріо») та Раяном Гослінгом («Той, хто біжить по лезу 2049»).

## Фільмографія
| Рік  | Українська назва                                                    | Оригінальна назва                                          | Режисер                    |
| ---- | ------------------------------------------------------------------- | ---------------------------------------------------------- | -------------------------- |
| 1975 |                                                                     | Mothers Own (короткометражний, документальний)             | Ернест Аббейкає            |
| 1976 | «Ласкаво просимо до Британії» (документальний)                      | Welcome to Britain                                         | Бен Люїн                   |
| 1977 | «Жорстока пристрасть»                                               | Cruel Passion                                              | Кріс Богер                 |
| 1977 |                                                                     | Before Hindsight (документальний)                          | Джонатан Льюїс             |
| 1977 |                                                                     | Empty Hand (короткометражний, документальний)              | Девід Літчфілд             |
| 1977 |                                                                     | Bad Loser (короткометражний)                               | Річард Райан               |
| 1978 | «Чімуренга — Війна в Зимбабве» (документальний)                     | Chimurenga — The War in Zimbabwe                           | Антонія Каччіа             |
| 1979 |                                                                     | Steppin' Out (короткометражний, документальний)            | Ліндалл Хоббс              |
| 1979 | «Чемпіони» (короткометражний, документальний)                       | Champions                                                  | Майк Воллінгтон            |
| 1980 | «Сині замшеві туфлі» (документальний)                               | Blue Suede Shoes                                           | Кертіс Кларк               |
| 1980 |                                                                     | Box On (короткометражний)                                  | Ліндсі Кленнелл            |
| 1980 |                                                                     | Lene Lovich: It's You, Only You (Mein Schmerz) (відеокліп) | Дейв Робінсон              |
| 1980 | «Ван Моррісон в Ірландії» (документальний)                          | Van Morrison in Ireland                                    | Майкл Редфорд              |
| 1981 | «Волкотт» (мінісеріал)                                              | Wolcott                                                    | Колін Баксі                |
| 1981 | «Вавилонські вежі» (короткометражний)                               | Towers of Babel                                            | Джонатан Льюїс             |
| 1982 |                                                                     | Marvin Gaye: Sexual Healing (відеокліп)                    |                            |
| 1983 | «В інший час, в іншому місці»                                       | Another Time, Another Place                                | Майкл Редфорд              |
| 1983 |                                                                     | Status Quo: A Mess of Blues (відеокліп)                    | Найджел Дік                |
| 1983 | «Алан Буш: Життя» (документальний)                                  | Alan Bush: A Life                                          | Анна Емброуз               |
| 1983 | Herbie Hancock: Rockit (відеокліп)                                  |                                                            |                            |
| 1984 | «Кінематограф Стівена Двоскіна» (документальний)                    | The Cinema of Stephen Dwoskin                              | Анна Емброуз               |
| 1984 | «Будинок» (телефільм)                                               | The House                                                  | Майк Фіггіс                |
| 1984 | «1984»                                                              | Nineteen Eighty-Four                                       | Майкл Редфорд              |
| 1984 | «Повернення до Ватерлоо» (телефільм)                                | Return to Waterloo                                         | Рей Девіс                  |
| 1985 |                                                                     | Level 42: Something About You (відеокліп)                  | Стюарт Орм                 |
| 1985 | «Шейді»                                                             | Shadey                                                     | Філіп Савіль               |
| 1985 | «Захист держави»                                                    | Defence of the Realm                                       | Девід Друрі                |
| 1985 | Eric Clapton: Forever Man (відеокліп)                               |                                                            |                            |
| 1986 | «Сід і Ненсі»                                                       | Sid and Nancy                                              | Алекс Кокс                 |
| 1987 | «Інтимні послуги»                                                   | Personal Services                                          | Террі Джонс                |
| 1987 | «Кухонний Тото»                                                     | The Kitchen Toto                                           | Гаррі Хук                  |
| 1987 | «Біле зло»                                                          | White Mischief                                             | Майкл Редфорд              |
| 1987 |                                                                     | New Order: Touched by the Hand of God (відеокліп)          | Кетрін Біґелоу             |
| 1988 | «Грозовий понеділок»                                                | Stormy Monday                                              | Майк Фіггіс                |
| 1988 | «Острів Паскалі»                                                    | Pascali's Island                                           | Джеймс Дірден              |
| 1988 | «Місячна жінка»                                                     | La donna della luna                                        | Віто Загарріо              |
| 1990 | «Місячні гори»                                                      | Mountains of the Moon                                      | Боб Рейфелсон              |
| 1990 | «Ейр Америка»                                                       | Air America                                                | Роджер Споттісвуд          |
| 1990 | «Довгий шлях додому пішки»                                          | The Long Walk Home                                         | Річард Пірс                |
| 1991 | «Бартон Фінк»                                                       | Barton Fink                                                | Брати Коени                |
| 1991 | «Вбивство»                                                          | Homicide                                                   | Девід Мемет                |
| 1992 | «Громове серце»                                                     | Thunderheart                                               | Майкл Ептед                |
| 1992 | «Риба пристрасті»                                                   | Passion Fish                                               | Джон Сейлз                 |
| 1993 | «Таємний сад»                                                       | The Secret Garden                                          | Агнешка Голланд            |
| 1994 | «Підручний Гадсакера»                                               | The Hudsucker Proxy                                        | Брати Коени                |
| 1994 | «Втеча з Шоушенка»                                                  | The Shawshank Redemption                                   | Френк Дарабонт             |
| 1995 | «Мрець іде»                                                         | Dead Man Walking                                           | Тім Роббінс                |
| 1996 | «Фарґо»                                                             | Fargo                                                      | Брати Коени                |
| 1996 | «Мужність під вогнем»                                               | Courage Under Fire                                         | Едвард Цвік                |
| 1997 | «Кундун»                                                            | Kundun                                                     | Мартін Скорсезе            |
| 1998 | «Великий Лебовські»                                                 | The Big Lebowski                                           | Брати Коени                |
| 1998 | «Облога»                                                            | The Siege                                                  | Едвард Цвік                |
| 1999 | «Де завгодно, тільки не тут»                                        | Anywhere But Here                                          | Вейн Ван                   |
| 1999 | «Ураган»                                                            | The Hurricane                                              | Норман Джуїсон             |
| 2000 | «О, де ж ти, брате?»                                                | O Brother, Where Art Thou?                                 | Брати Коени                |
| 2001 | «Людина, якої не було»                                              | The Man Who Wasn't There                                   | Брати Коени                |
| 2001 | «Ігри розуму»                                                       | A Beautiful Mind                                           | Рон Говард                 |
| 2001 | «Вечеря з друзями» (телефільм)                                      | Dinner with Friends                                        | Норман Джуїсон             |
| 2003 | «Каяття»                                                            | Levity                                                     | Ед Соломон                 |
| 2003 | «Нестерпна жорстокість»                                             | Intolerable Cruelty                                        | Брати Коени                |
| 2003 | «Будинок з піску і туману»                                          | House of Sand and Fog                                      | Вадим Перельман            |
| 2004 | «Замочити бабцю»                                                    | The Ladykillers                                            | Брати Коени                |
| 2004 | «Таємничий ліс»                                                     | The Village                                                | М. Найт Ш'ямалан           |
| 2005 | «Морпіхи»                                                           | Jarhead                                                    | Сем Мендес                 |
| 2007 | «Старим тут не місце»                                               | No Country for Old Men                                     | Брати Коени                |
| 2007 | «У долині Ела»                                                      | In the Valley of Elah                                      | Пол Гаггіс                 |
| 2007 | «Як боязкий Роберт Форд убив Джессі Джеймса»                        | The Assassination of Jesse James by the Coward Robert Ford | Ендрю Домінік              |
| 2008 | «ВОЛЛ-І» (візуальний консультант)                                   | WALL-E                                                     | Ендрю Стентон              |
| 2008 | «Сумнів»                                                            | Doubt                                                      | Джон Патрік Шенлі          |
| 2008 | «Читець»                                                            | The Reader                                                 | Стівен Долдрі              |
| 2008 | «Життя спочатку»                                                    | Revolutionary Road                                         | Сем Мендес                 |
| 2009 | «Серйозна людина»                                                   | A Serious Man                                              | Брати Коени                |
| 2010 | «Як приборкати дракона» (візуальний консультант)                    | How To Train Your Dragon                                   | Кріс Сандерс, Дін Деблуа   |
| 2010 | «Справжня мужність»                                                 | True Grit                                                  | Брати Коени                |
| 2010 | «У компанії чоловіків»                                              | The Company Men                                            | Джон Веллс                 |
| 2011 | «Ранго» (оператор, візуальний консультант)                          | Rango                                                      | Гор Вербінскі              |
| 2011 | «Час»                                                               | In Time                                                    | Ендрю Нікол                |
| 2012 | «Вартові легенд» (візуальний консультант)                           | Rise of the Guardians                                      | Пітер Ремсі                |
| 2012 | «007: Координати „Скайфолл“»                                        | Skyfall                                                    | Сем Мендес                 |
| 2013 | «Сімейка Крудсів» (візуальний консультант)                          | The Croods                                                 | Кріс Сандерс, Кірк Демікко |
| 2013 | «Полонянки»                                                         | Prisoners                                                  | Дені Вільнев               |
| 2014 | «Як приборкати дракона 2» (візуальний консультант)                  | How To Train Your Dragon 2                                 | Дін Деблуа                 |
| 2014 | «Нескорений»                                                        | Unbroken                                                   | Анджеліна Джолі            |
| 2015 | «Сікаріо»                                                           | Sicario                                                    | Дені Вільнев               |
| 2016 | «Аве, Цезар!»                                                       | Hail, Caesar!                                              | Брати Коени                |
| 2017 | «Той, хто біжить по лезу 2049»                                      | Blade Runner 2049                                          | Дені Вільнев               |
| 2019 | «Як приборкати дракона 3: Прихований світ» (візуальний консультант) | How To Train Your Dragon: The Hidden World                 | Дін Деблуа                 |
| 2019 | «Щиголь»                                                            | The Goldfinch                                              | Джон Кроулі                |
| 2019 | «1917»                                                              | 1917                                                       | Сем Мендес                 |
| 2021 | «Дивовижна подорож Віво» (візуальний консультант)                   | Vivo                                                       | Кірк Демікко               |
| 2022 | «Імперія світла»                                                    | Empire of Light                                            | Сем Мендес                 |

## Нагороди
Двічі ставав лауреатом премії «Оскар» — за фільми «Той, хто біжить по лезу 2049» (2017) та «1917» (2019), 16 номінацій, зокрема чотири підряд (2012—2015). П'ять разів — премії Британської академії телебачення та кіномистецтва: за фільми «Людина, якої не було» (2001), «Старим тут не місце» (2007), «Справжня мужність» (2010), «Той, хто біжить по лезу 2049» та «1917». 2013 року став першим в історії кінооператором-Командором Ордену Британської імперії, у 2021 році — першим кінооператором в історії, нагородженим титулом лицар-бакалавр.
| «Оскар» | «Оскар»                                      | «Оскар»   |
| Рік     | Фільм                                        | Результат |
| ------- | -------------------------------------------- | --------- |
| 1994    | «Втеча з Шоушенка»                           | Номінація |
| 1996    | «Фарґо»                                      | Номінація |
| 1997    | «Кундун»                                     | Номінація |
| 2000    | «О, де ж ти, брате?»                         | Номінація |
| 2001    | «Людина, якої не було»                       | Номінація |
| 2007    | «Старим тут не місце»                        | Номінація |
| 2007    | «Як боязкий Роберт Форд убив Джессі Джеймса» | Номінація |
| 2008    | «Читець»                                     | Номінація |
| 2010    | «Справжня мужність»                          | Номінація |
| 2012    | «007: Координати „Скайфолл“»                 | Номінація |
| 2013    | «Полонянки»                                  | Номінація |
| 2014    | «Нескорений»                                 | Номінація |
| 2015    | «Сікаріо»                                    | Номінація |
| 2017    | «Той, хто біжить по лезу 2049»               | Перемога  |
| 2019    | «1917»                                       | Перемога  |
| 2022    | «Імперія світла»                             | Номінація |

| Премія Британської академії телебачення та кіномистецтва | Премія Британської академії телебачення та кіномистецтва | Премія Британської академії телебачення та кіномистецтва |
| Рік                                                      | Фільм                                                    | Результат                                                |
| -------------------------------------------------------- | -------------------------------------------------------- | -------------------------------------------------------- |
| 1996                                                     | «Фарґо»                                                  | Номінація                                                |
| 2000                                                     | «О, де ж ти, брате?»                                     | Номінація                                                |
| 2001                                                     | «Людина, якої не було»                                   | Перемога                                                 |
| 2007                                                     | «Старим тут не місце»                                    | Перемога                                                 |
| 2008                                                     | «Читець»                                                 | Номінація                                                |
| 2010                                                     | «Справжня мужність»                                      | Перемога                                                 |
| 2012                                                     | «007: Координати „Скайфолл“»                             | Номінація                                                |
| 2015                                                     | «Сікаріо»                                                | Номінація                                                |
| 2017                                                     | «Той, хто біжить по лезу 2049»                           | Перемога                                                 |
| 2019                                                     | «1917»                                                   | Перемога                                                 |
| 2022                                                     | «Імперія світла»                                         | Номінація                                                |

| Премія Американського товариства кінооператорів | Премія Американського товариства кінооператорів | Премія Американського товариства кінооператорів |
| Рік                                             | Фільм                                           | Результат                                       |
| ----------------------------------------------- | ----------------------------------------------- | ----------------------------------------------- |
| 1994                                            | «Втеча з Шоушенка»                              | Перемога                                        |
| 1996                                            | «Фарґо»                                         | Номінація                                       |
| 1997                                            | «Кундун»                                        | Номінація                                       |
| 2000                                            | «О, де ж ти, брате?»                            | Номінація                                       |
| 2001                                            | «Людина, якої не було»                          | Перемога                                        |
| 2007                                            | «Старим тут не місце»                           | Номінація                                       |
| 2007                                            | «Як боязкий Роберт Форд убив Джессі Джеймса»    | Номінація                                       |
| 2008                                            | «Життя спочатку»                                | Номінація                                       |
| 2008                                            | «Читець»                                        | Номінація                                       |
| 2010                                            | «Справжня мужність»                             | Номінація                                       |
| 2012                                            | «007: Координати „Скайфолл“»                    | Перемога                                        |
| 2013                                            | «Полонянки»                                     | Номінація                                       |
| 2014                                            | «Нескорений»                                    | Номінація                                       |
| 2015                                            | «Сікаріо»                                       | Номінація                                       |
| 2017                                            | «Той, хто біжить по лезу 2049»                  | Перемога                                        |
| 2019                                            | «1917»                                          | Перемога                                        |